# Maxi Zoo Denmark
Maxi Zoo Denmark A/S er en dansk butikskæde med kæledyrsartikler og mad til kæledyr. Maxi Zoo har i Danmark 75 fysiske butikker og webshoppen maxizoo.dk, hvor de vejleder om og forhandler foder, snacks, tilbehør og legetøj til kæledyr. Deres danske hovedkvarter er i Ballerup. Virksomheden blev etableret i 2003 da tyske Fressnapf (de) opkøbte de danske PetGo-butikker. 
Fressnapf blev etableret i 1990 og har 2.600 butikker i Europa med kæledyrsartikler. Deres butikker kendes enten under mærket Fressnapf eller Maxi Zoo.
I 2024 havde Maxi Zoo Denmark A/S 432 ansatte og en omsætning på 900 mio. kroner.

## Ekstern henvisning
- Officiel hjemmeside (dansk)